# Internationale Cricket-Saison 1884/85
Die internationale Cricket-Saison 1884/85 fand zwischen November 1884 und März 1885 statt. Als Wintersaison wurden vorwiegend Heimspiele der Mannschaften aus Südasien, der Karibik und Ozeanien ausgetragen.

## Überblick

### Internationale Touren
| Beginn            | Heimteam   | Auswärtsteam | Resultate | Artikel |
| Beginn            | Heimteam   | Auswärtsteam | Test      | Artikel |
| ----------------- | ---------- | ------------ | --------- | ------- |
| 12. Dezember 1884 | Australien | England      | 2–3 [5]   | Artikel |